# ジランタイ塩湖
ジランタイ塩湖（ジランタイえんこ）は、中華人民共和国内モンゴル自治区西部のアルシャー盟の吉蘭泰（ジランタイ）にある塩湖である。
ここで産出される湖塩は「モンゴル岩塩」と称されて流通している。